# BMW 116
BMW 116は1930年代にBMWによって開発されたレシプロ式航空機用エンジンである。開発作業は1937年に中止した。当初はBMW XIIとして知られた。

## 仕様 (BMW 116)
諸元
- タイプ： V型12気筒
- シリンダー直径： 130 mm (5.12 in)
- ストローク： 130 mm (5.12 in)
- 体積： 20.7 L
- 全長： 1,637 mm (64.4 in)
- 全幅： 740 mm (29.1 in)
- 全高： 915 mm (36.02 in)
- 重量： 470 kg (1,040 lb)

機構
- スーパーチャージャー： 遠心式過給機
- 燃料システム： 気化器
- 冷却システム： 液冷式

性能
- 出力： 620 hp (460 kW)
- 圧縮比： 6.5:1